# 王云铭
王云铭，山东惠民人，清朝政治人物。进士出身。
王云铭曾接替翁藻任苏松道道员一职，1743年由汪德馨接任。